# آرون يو
آرون يو (بالإنجليزية: Aaron Yoo) هو ممثل أمريكي، ولد في 12 مايو 1979 في الولايات المتحدة.

## أعمال

### أفلام
- (2007) اضطراب[5]
- (2008) 21[6]
- (2009) آلام المخاض
- (2009) جيمر[7][8]
- (2009) يوم الجمعة الثالث عشر[9][10]
- (2010) كابوس في شارع إلم[11][12][13]
- (2016) وحش المال[14]

## وصلات خارجية
- آرون يو على موقع IMDb (الإنجليزية)
- آرون يو على موقع ألو سيني (الفرنسية)
- آرون يو على موقع أول موفي (الإنجليزية)
- آرون يو على موقع قاعدة بيانات الأفلام السويدية (السويدية)
- آرون يو على موقع قاعدة بيانات الفيلم (الإنجليزية)
- آرون يو على موقع كينوبويسك (الروسية)